# ヒリアー湖
ヒリアー湖は、西オーストラリア州南部ゴールドフィールズ・エスペランス地域のルシェルシュ群島を構成する最大の島・ミドル島の沿岸部に位置する塩湖である。最大の特徴は湖水が桃色を呈することである。南極海とこの湖とは、細長い湖岸によって隔てられている。

## 概要
ヒリアー湖は長辺がおよそ600メートル (2,000 ft)、幅は250 m (820 ft)程の大きさである。湖の周縁部は砂および密生するコバノブラシノキ属（ティーツリーの類）・ユーカリの木に囲まれており、北側の湖岸は、草木に覆われた細長い帯状の砂丘によってミドル島本体の北岸と切り離されている。最大の特徴は、湖全体が鮮やかな桃色を呈する点である。この鮮やかな水色は恒常的に見られるもので、容器に汲み上げた湖水も同様の発色を保つ。湖水中に微生物ドナリエラが存在する為、桃色に見えるものと考えられている。米国生体分子資源施設会議 (ABRF)メタゲノミクス研究部会(MGRG、Metagenomics Research Group)のマイクロバイオーム研究チーム(XMP、The Extreme Microbiome Project)が実施したメタゲノミクス的分析により、湖水中のドナリエラはサリニバクター・ルバーとデクロロモナス・アロマティカ、及び数種類の古細菌であることが判明した。ヒリアー湖観光には空路を利用するのが最適である。また歴史的には、塩の採集場所として利用されていた過去をもつ。

## 歴史

### ヨーロッパ人による発見と利用
マシュー・フリンダースは1802年1月15日、探検の途中でヒリアー湖に到達した。ヒリアー湖を記録した文献史料は、フリンダースの日誌が最古のものだと考えられている。彼は島内で最も高い山（「フリンダース・ピーク」と呼称されている峰ではない）に登頂してこの桃色の湖を観察し、湖について以下の様に記録している。

フリンダースは1803年5月に再度ミドル島に来訪している。この時の目的については「グース島湾に1,2日ほど滞在して病人に与える為のグース類を捕獲、灯火用の海獣油を入手した他、ミドル島の湖で塩数樽を採取した」との記録がある。また同一史料に、フリンダースが後日ウィリアム・ヒリアーの名を取ってこの湖を命名したと記録されている。ヒリアーはインベスティゲーター号乗組員のひとりであり、1803年5月20日、ミドル島よりの帰路において赤痢の為に死没した。
1889年、エドワード・アンドリューはヒリアー湖の塩が商業利用可能か調査する為、二人の息子を伴って一時ミドル島に滞在した。彼等は塩の堆積地で一年ほど作業を行った後、離島した。
19世紀後半の間、ヒリアー湖は塩の採取地であった。製塩事業が頓挫した背景には、"食用として製造された塩の有毒性"など多くの問題があったとされる。

## 生態系

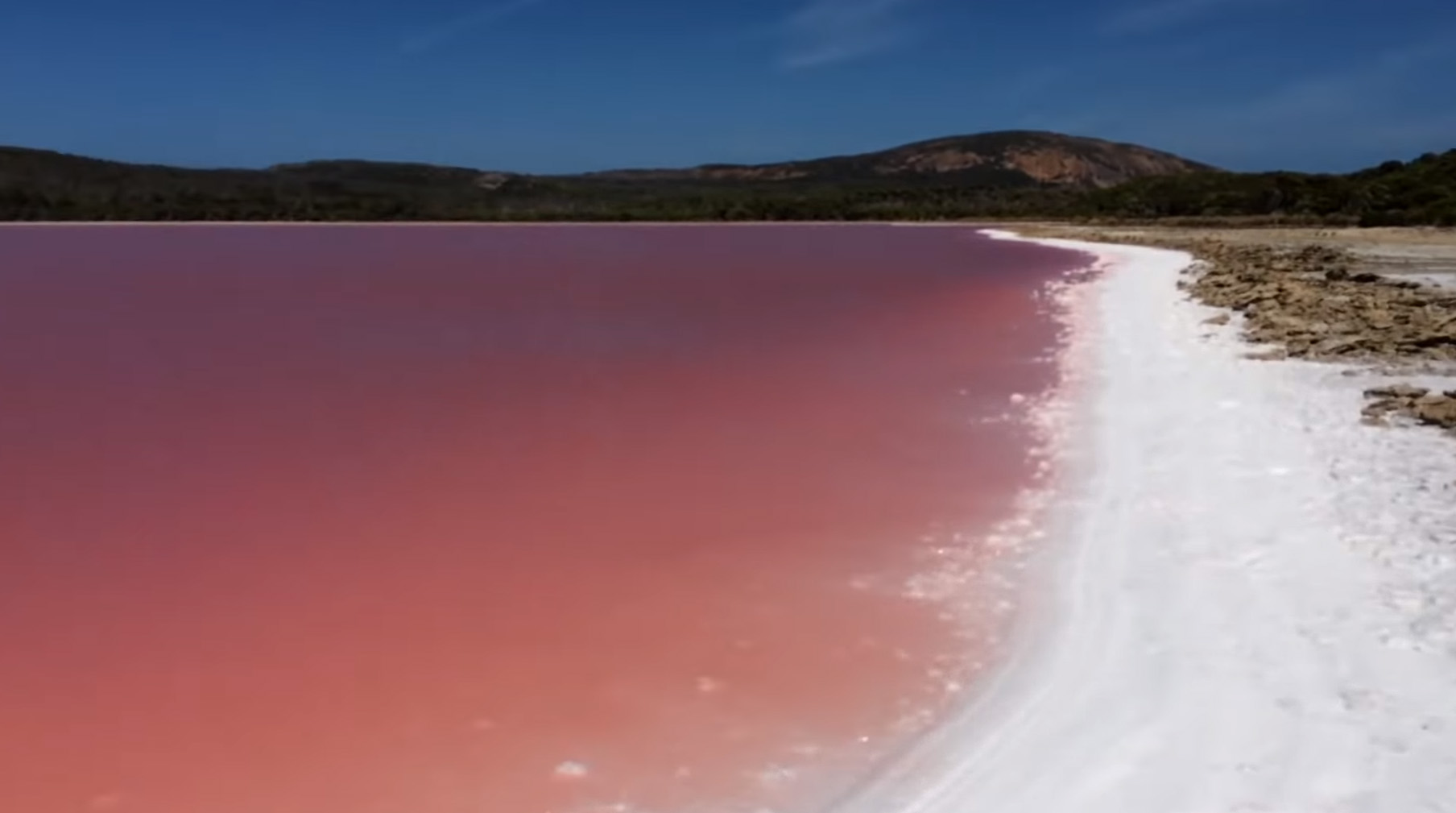
ヒリアー湖の湖岸

ヒリアー湖に生息する生物は、ドナリエラ等の微生物のみである。これらが作り出した色素が湖水中の塩に混ざることで、湖水は赤色に染められている。また結晶化した塩の内部には好塩菌も生息している。希有な見た目に反し、人体に対して特段の有害性はない。上空からは湖水は不透明なバブルガム・ピンクに見えるが、岸辺からはもっと透き通ったピンク色に見える。湖岸は塩が結晶化した堆積物に覆われている。

## 安全性と交通
ヒリアー湖の塩分濃度は極めて高い(死海に匹敵する)が、遊泳には問題無いとされる。ただしヒリアー湖へのアクセス手段は少ない。最も多く利用されているのはエスペランス空港から1日6便が出る遊覧飛行で、ヒリアー湖上空を飛行し、ケープラグランド国立公園近辺を経由するコースを通る。樹木に囲まれ孤立したこの湖を訪問する旅行客の中には、遊覧船を利用する者もいる。

## 保護区としての状況
2002年にヒリアー湖は湿地の「重要な小区域」にあたるとの指摘がなされた。2012年以後、ヒリアー湖はルシェルシュ群島自然保護区の領域内に含まれている。

## 関連リンク
- Lake Hillier website